# 二氯化二(三苯基膦)合铂
二氯化二(三苯基膦)合铂是一种配位化合物，化学式为PtCl2[P(C6H5)3]2，它的顺式异构体是白色晶体，反式异构体是黄色晶体。

## 制备
顺式二氯化二(三苯基膦)合铂可由Pt(II)和三苯基膦反应制得：
K2PtCl4 + 2 PPh3 → cis-Pt(PPh3)2Cl2  + 2 KCl
反式异构体可由三氯化(乙烯)合铂(II)酸钾和三苯基膦的反应的得到：
KPt(C2H4)Cl3 + 2 PPh3 → trans-Pt(PPh3)2Cl2 + KCl + C2H4